# Алексей Апокавк
Алексе́й Апока́вк (греч. Ἀλέξιος Ἀπόκαυκος; умер 11 июня 1345 года, Константинополь) — государственный деятель и крупный военачальник (великий дука) Византийской империи во время правления императора Андроника III Палеолога, один из лидеров фракции сторонников Иоанна V Палеолога в гражданской войне в Византии в 1341—1347 годах.

## Ранние годы
Происходил из семьи незнатного происхождения и первоначально служил за небольшую плату в управлении доместика фема писцом у чиновника Макрина, собиравшего подати с земледельцев; после этого — архонту Николаю, занимавшемуся тем же делом; а после них — архонту соли Стратигу, распоряжавшемуся солью и её продажей. После этого он вытеснил его с должности, пользуясь подкупом, клеветой, доносами императору Андронику II и сам был назначен на должность архонта соли. Поднимаясь по служебной лестнице, в 1321 году был назначен паракимоменом (греч. παρακοιμώμενος), а кроме того, по данным некоторых источников, доместиком западных областей. Такое высокое положение сделало его полезным для Иоанна Кантакузина, который включил его вместе с Сиргианом Палеологом и протостратором Феодором Синадином в заговор, направленный на свержение старого императора Андроника II Палеолога в пользу его внука Андроника III.
Перед угрозой гражданской войны император объявил внука соправителем и передал Фракию и некоторые районы Македонии под его управление. Когда в 1328 году Андроник III стал единственным императором, Апокавк был назначен на должности месазона (главы императорского секретариата) и протовестиария, которые до этого занимал сам Кантакузин. Эти должности позволили ему заработать значительное личное состояние, которое он употребил на постройку личной резиденции — укреплённого дома-крепости Эпиваты вблизи Селимбрии на побережье Мраморного моря.
До внезапной смерти Андроника III в июне 1341 года Апокавк оставался верным своему покровителю Кантакузину. Незадолго до смерти Андроника он был назначен на высокую должность великого дуки, командующего всем византийским флотом. При этом он внёс крупную сумму на строительство военного флота и одержал ряд побед в столкновениях с турецкими эскадрами, препятствовавшими торговле византийцев.

## Гражданская война
После смерти императора Андроника III при дворе образовались две основные фракции: сторонников Кантакузина, в основном провинциальных землевладельцев из Македонии и Фракии, и тех, кто сплотился вокруг вдовы Андроника, Анны Савойской, которая была назначена регентом при малолетнем императоре Иоанне V Палеологе. Апокавк предложил Кантакузину захватить трон в надежде на собственное возвышение, но отказ Кантакузина заставил его перейти на сторону его противников. Как только Кантакузин в июле 1341 года покинул Константинополь для отражения внешних врагов, напавших на Византию, Апокавк предпринял первые шаги. Несмотря на то, что, как командующий флотом, он должен был охранять Дарданеллы, препятствуя любым попыткам турок переправиться в Европу, он намеренно им это позволил, надеясь на оккупацию турками Фракии. Кроме того, он предпринял неудачную попытку захватить императора Иоанна V, после чего был вынужден бежать в свою резиденцию Эпиваты. Несмотря на это, Кантакузин, вернувшись с победой в столицу, не стал лишать Апокавка его должностей, а вопреки советам друзей, простил своего протеже. Апокавк притворился, что проникся уважением к Кантакузину, который сохранил ему его должности, и вернулся в Константинополь, после чего Кантакузин отправился в очередной военный поход. Однако, вернувшись в город, Апокавк продолжил плести интриги против Кантакузина. Он сблизился с Патриархом Иоанном Калекой и стал убеждать его, что Кантакузин собирается сместить его с патриаршего престола. Кроме того, Апокавк выдал замуж свою дочь за сына патриарха. Одновременно с этим он убеждал Анну Савойскую, что Кантакузин планирует заговор против неё и её сына. Вскоре оппозиционная фракция, сплотившаяся вокруг Апокавка, захватывает власть. Семья и сторонники Кантакузина были брошены в темницу (его мать Феодора, в конечном итоге, умерла в заключении от голода). Регентами были объявлены патриарх Иоанн Калека и Анна Савойская. Сам Апокавк был назначен эпархом Константинополя.
В октябре 1341 года в Дидимотике Контакузин провозгласил себя императором, а в ноябре в Константинополе был коронован Иоанн V Палеолог. Это довершило раскол и привело к гражданской войне в Византии, в которую были вовлечены ближайшие соседи византийцев и которая завершилась в 1347 году коронацией Кантакузина. Война разорила многие византийские провинции, привела к утрате некоторых из них и создала глубокий раскол в византийском обществе. Аристократия преимущественно поддерживала Кантакузина, а бедняки, городские ремесленники, купцы и моряки — сторонников Иоанна V. Это придало династическому спору и гражданской войне сильный социальный подтекст. Чрезмерное богатство и высокомерие к простым людям Кантакузина и его сторонников стало основным объектом критики для пропаганды Апокавка. Кроме того, конфликт приобрёл религиозный смысл, так как Кантакузина преимущественно поддерживали исихасты, а его противников — варлаамиты.
По мнению историков Анжелики Лайу и Сказкина С. Д., возвышение Апокавка можно рассматривать как показатель радикальных изменений в характере и направлении развития византийского государства: вместо старой сельскохозяйственной империи, управляемой аристократией, он выступает как представитель ремесленного, торгового («буржуазного») и, вероятно, прозападно ориентированного класса, подражающего морским итальянским республикам (Венеции и Генуе).
Через несколько дней после провозглашения Иоанна Кантакузина императором жители Адрианополя восстали против его сторонников и местной аристрократии. Апокавк отправил в город своего младшего сына Мануила, назначив его губернатором (???) Адрианополя. В 1342 году подобная ситуация произошла в Фессалонике, втором по величине городу империи, где власть захватили зилоты. Апокавк с флотом из 70 судов сам прибыл для оказания им помощи и назначил своего старшего сына Иоанна правительственным архонтом города, хотя полномочия его были всего лишь номинальными.
В первые годы войны военная удача была на стороне Апокавка вплоть до того, что летом 1342 года Кантакузин был вынужден бежать в Сербию к Стефану Душану. Однако в 1343 году сначала с помощью Стефана Душина, а затем эмира Айдына Умура Кантакузину удалось переломить ситуацию в свою пользу и захватить большую часть Македонии (за исключением Фессалоники), а затем освободить свою родовую крепость Дидимотику во Фракии. Постепенно сторонники Апокавка стали уходить от него, в том числе и его сын Мануил, который покинул свою должность в Адрианополе и перешёл в лагерь Кантакузина.
В начале 1345 года Апокавк и Иоанн Калека отклонили предложения о перемирии, переданное через двух францисканских монахов. Пытаясь укрепить свою пошатнувшуюся власть, Апокавк объявил об обновлении проскрипции в Константинополе и начал строительство новой тюрьмы. 11 июня 1345 года Апокавк вдруг решил проверить новую тюрьму без сопровождения своих телохранителей. Содержавшиеся в тюрьме заключённые восстали и убили Апокавка, обезглавив его и выставив его голову, насаженную на кол, на крыше тюрьмы и прибив на стену его тело. Анна Савойская была настолько шокирована и возмущена потерей своего главного министра, что дала возможность сторонникам Апокавка, к которым присоединились газмулы (морские пехотинцы), отомстить за смерть своего лидера. В результате все заключённые, в общей сложности около 200 человек, были убиты, хотя некоторые из них пытались найти убежище в соседнем монастыре. И хотя убийство Апокавка не привело к немедленному поражению его сторонников, после смерти лидера в их лагере начались разногласия и дезертирство, которые в конце концов и привели к вступлению Кантакузина в Константинополь 3 февраля 1347 года.

## Семья
У Алексея Апокавка было два брата — Никифор и Иоанн, о которых в своих записках около 1362 года упоминает Иоанн Кантакузин; более о них ничего не известно. Апокавк был дважды женат. Его первая жена была дочерью небогатого дворянина, а вторая, на которой он женился около 1341 года, была кузиной Георгия Комнина. В первом браке имел трёх детей, во втором — двух:
- Иоанн Апокавк, правительственный архонт[25] Фессалоники, был убит зилотами в июле 1345 года[37], когда после смерти своего отца перешёл на сторону Кантакузина;
- Мануил Апокавк, губернатор (???) Адрианополя в 1342 году, перешёл на сторону Кантакузина в 1344 году;
- неназванная дочь, первый раз вышедшая замуж за протостратора Андроника Палеолога[38], а после его смерти в 1344 году за севастократора Иоанна Асана[39];
- неназванная дочь, вышла замуж в 1341 году за сына патриарха Иоанна Калеки[40];
- неназванная дочь, вышла замуж в 1341 году за сына горничной Анны Савойской[36].